# Kizil-Kala

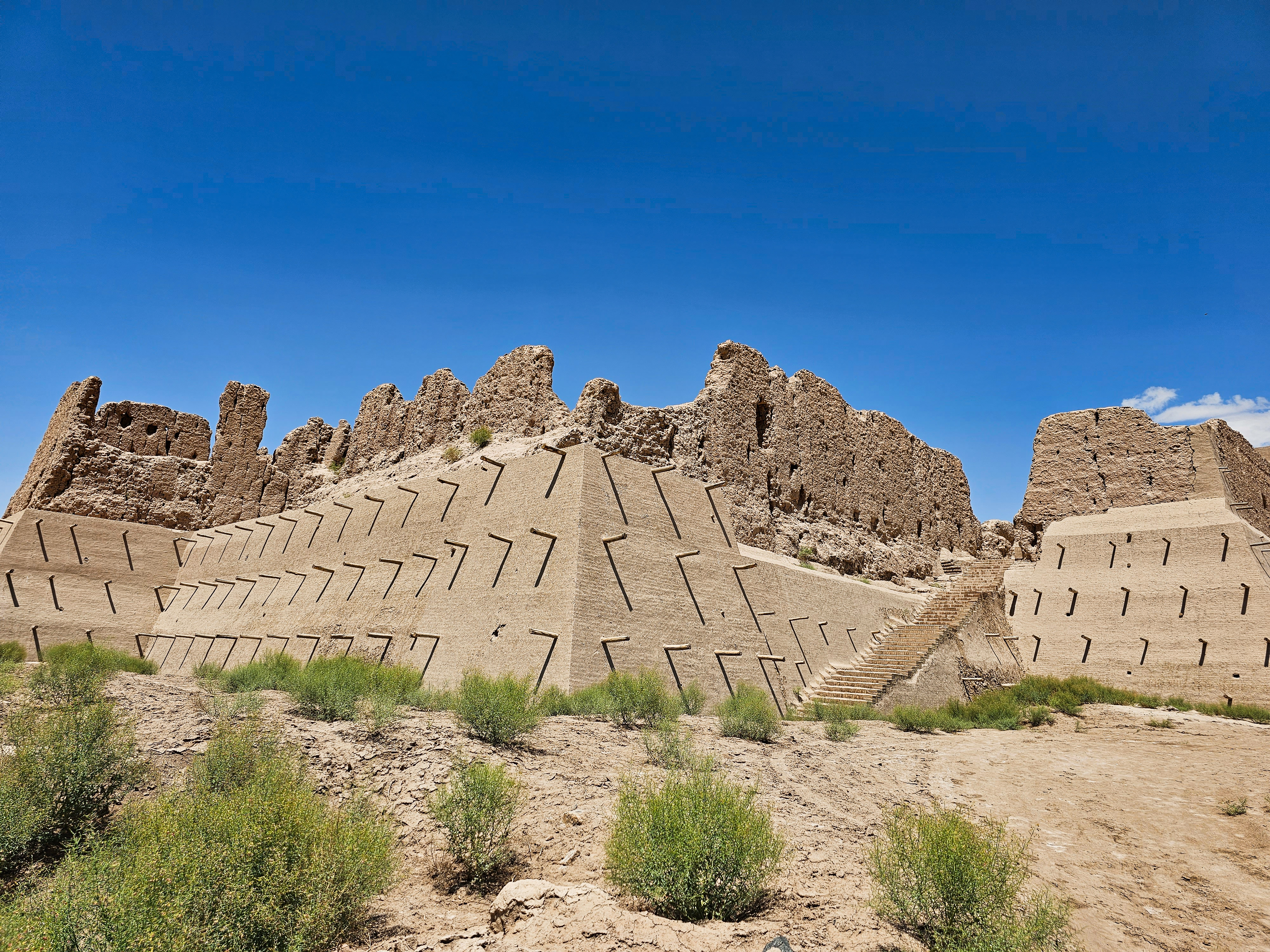
A Vörös erőd látképe

Kizil-Kala, (más formában Qyzyl Qala, oroszul Кизыл-кала [Kizil-Kala]) egy ősi erőd Hvárezmben, a mai Üzbegisztán területén. Az i. sz. 1-4. században épült.

## Fekvése
Toprak-Kalától mindössze 3 km-re északnyugatra fekszik. 
Kizil Kala magyar jelentése „vörös erőd”. Az erődöt valószínűleg az i.sz. 1-4. században építették, majd a 12-13. században, közvetlenül a mongol hódítások előtt építették újjá. Bár a leírásokban erődként szerepel, elsősorban azonban főként a csapatok helyőrségi állásaként, vagy akár a helyi erődök megerősített váraként szolgálhatott.

## Leírása
A négyzet alaprajzú erőd, oldalanként körülbelül 60 méter hosszúságú, elsősorban égetetlen téglákból és földfeltöltésből áll. 
Egyetlen kapuja a délkeleti oldalon található, rámpán lehet megközelíteni. A falak 13-16 méter magasak, és az északi és a nyugati oldalon két kiálló barbakán köré fonódnak. 
A falak mentén számos nyílrés és megfigyelési pont volt, bár ezek többségét ma már elrejti a modern támfal, amelyet az erózió megakadályozása érdekében építettek be. Az erőd tetején egy második kisebb falcsoport további védelmet nyújtott.
Az erőd mintegy 3000 m²-en terül el, belseje sík és vízszintes, de egyes területeken előfordulnak talajba vezető lyukak, kidolgozott földalatti építmények bejáratának maradványai is. 

## Galéria

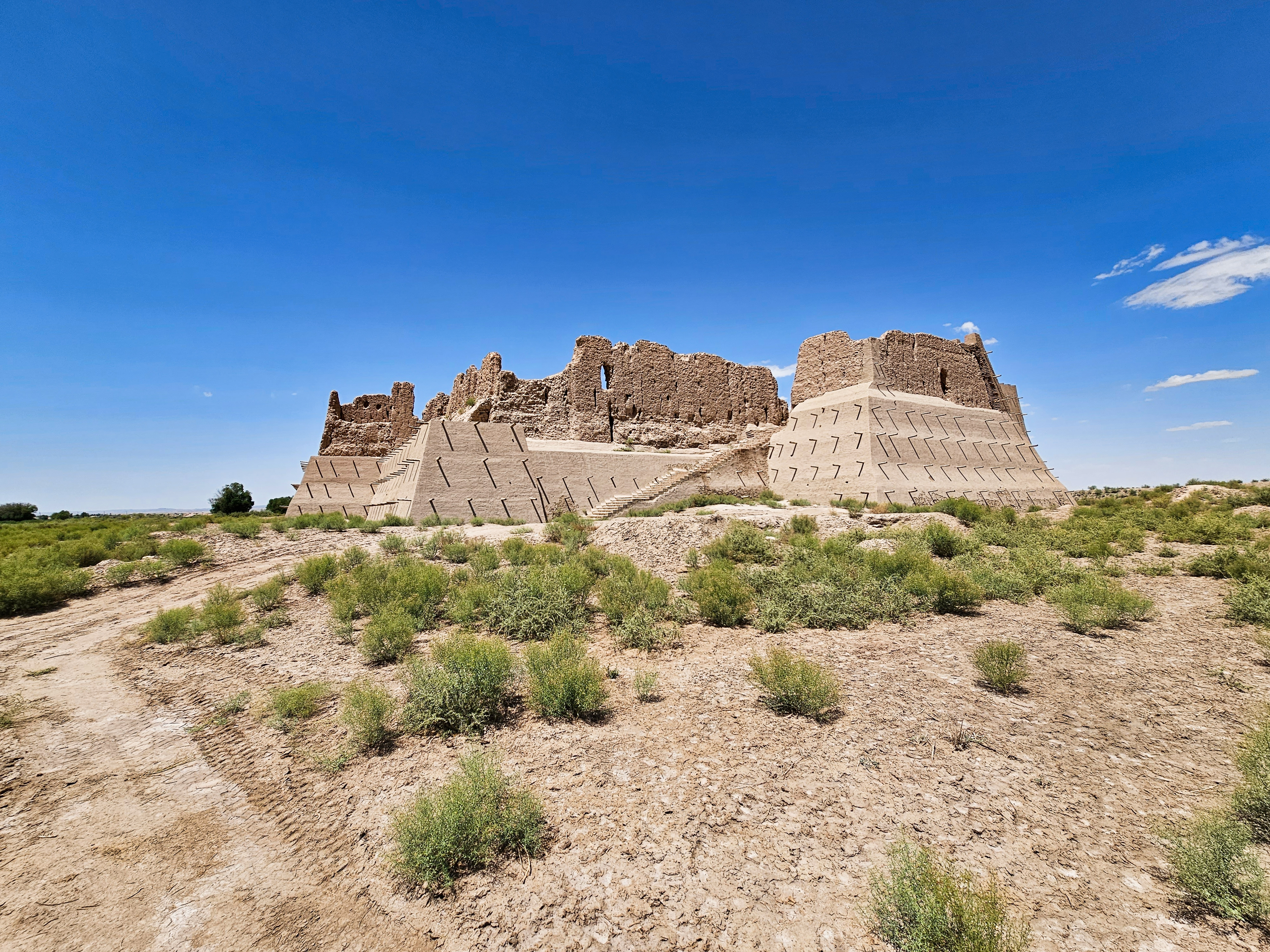
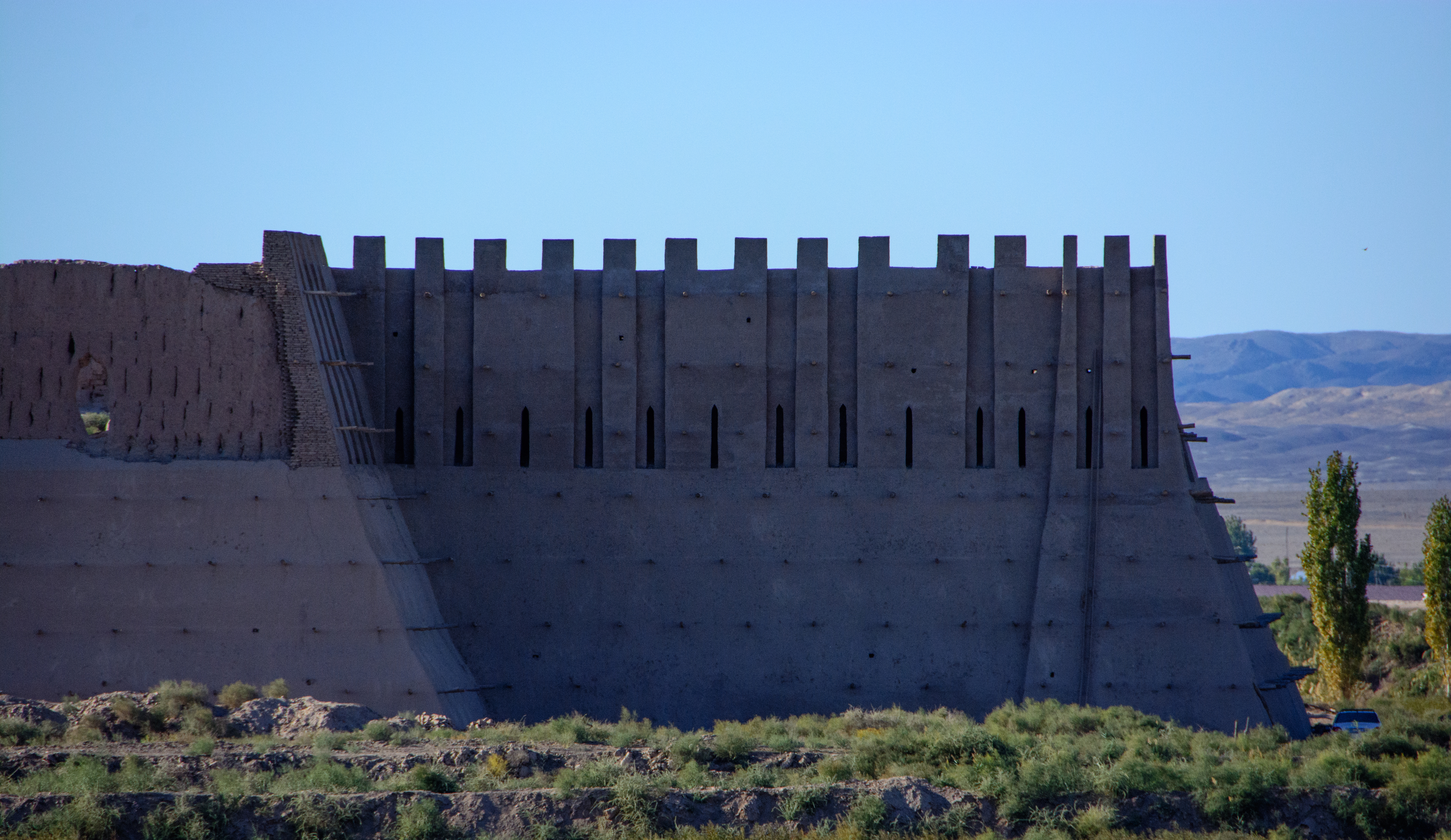
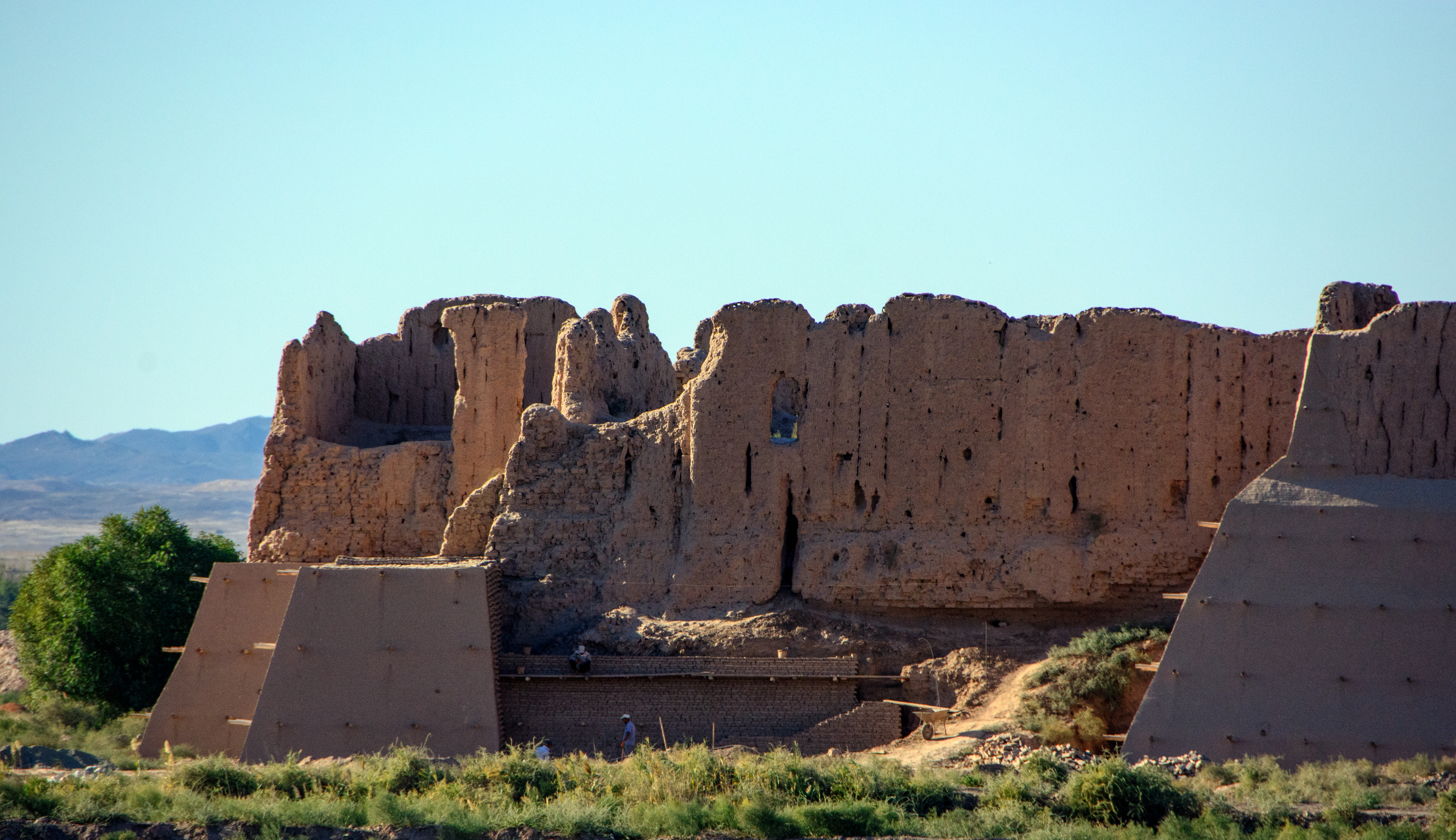
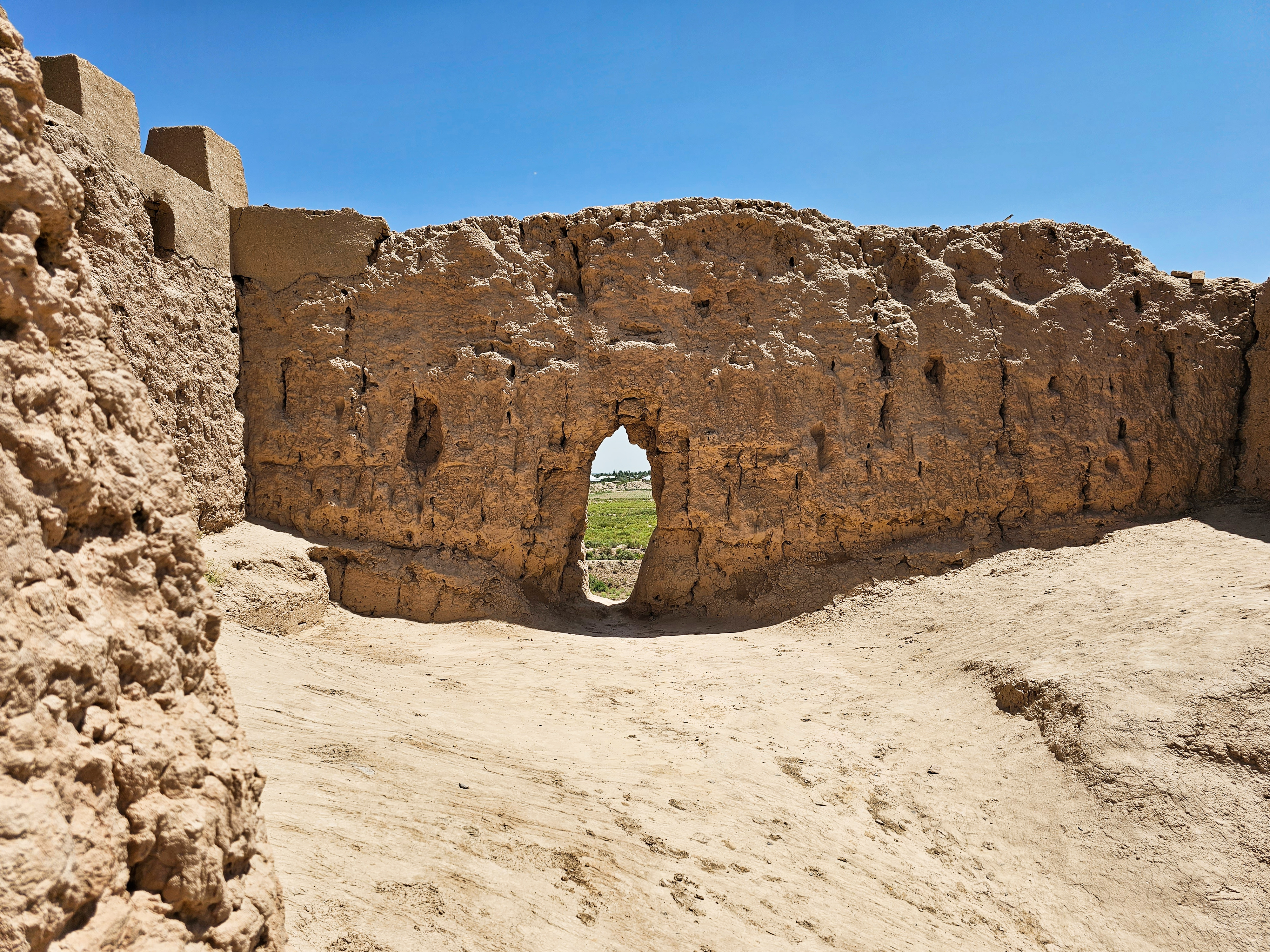
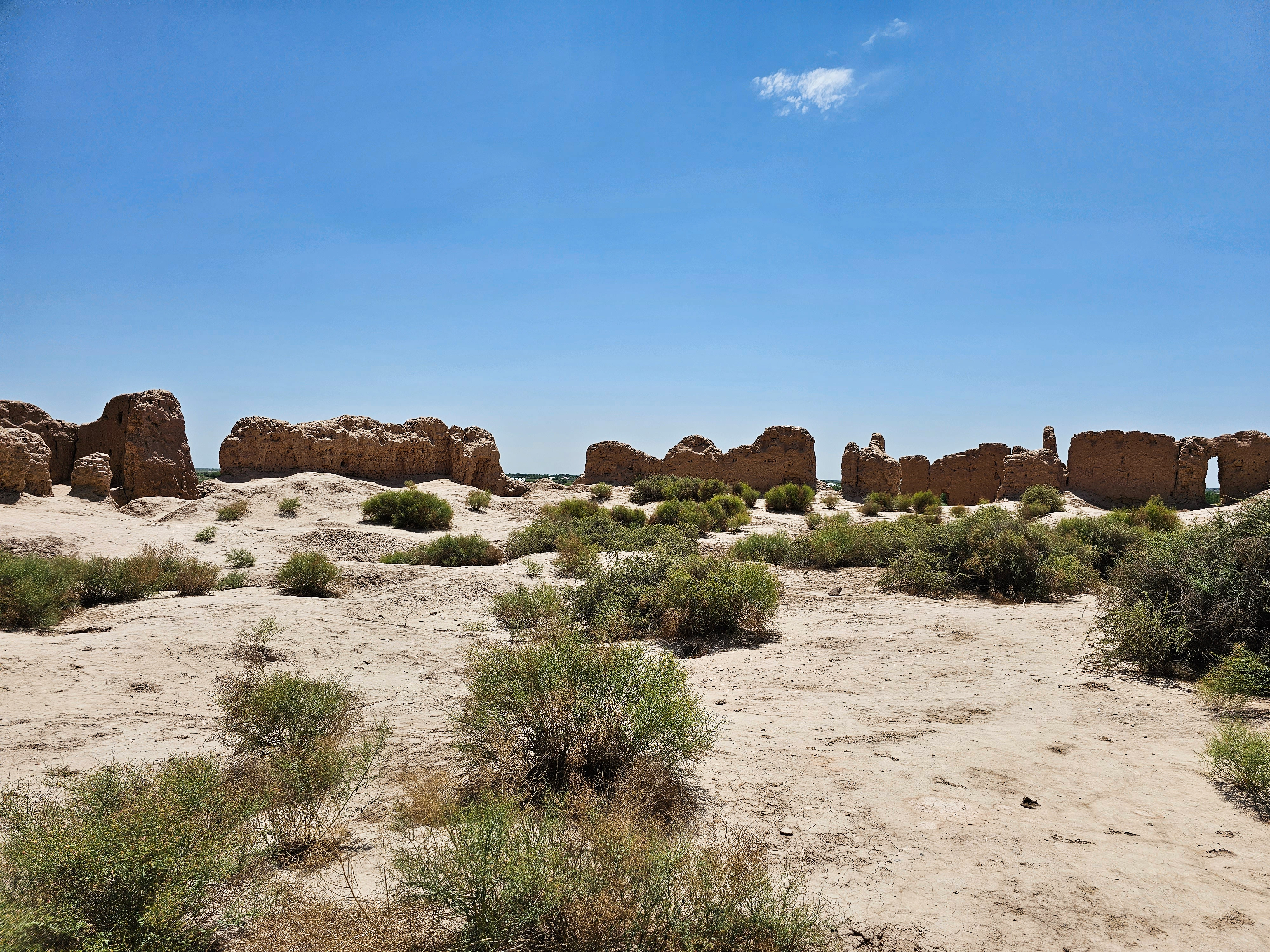